# Eaux grises

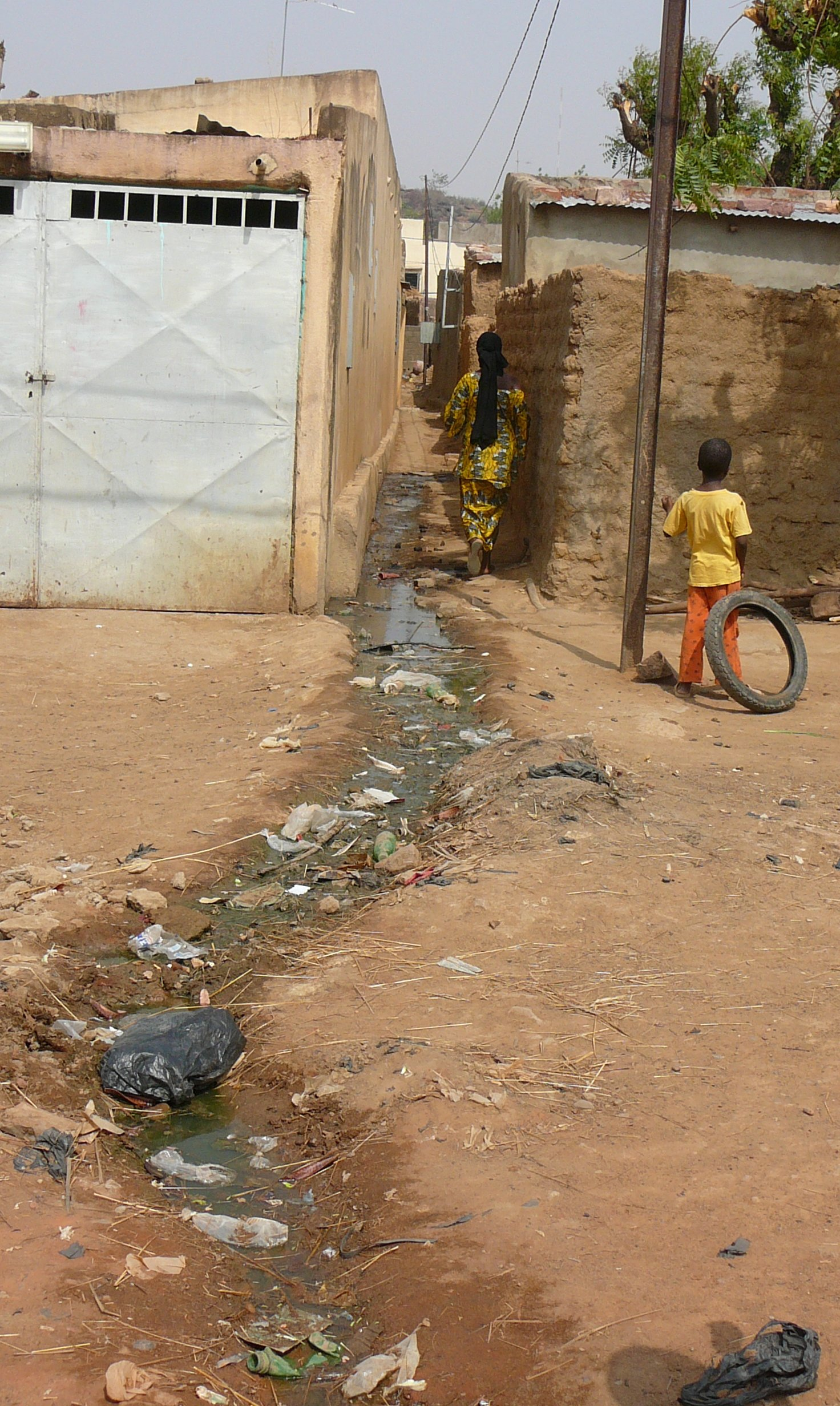
Canal d'eaux grises à Koulikoro au Mali, avant l'installation d'un système d'assainissement moderne.

Les eaux grises ou eaux ménagères sont des eaux usées domestiques faiblement polluées issues d’évacuations d'une douche, d'un lavabo, d'un lave-linge et d'un lave-vaisselle. Elles sont à différencier des eaux noires (ou eaux vannes) plus fortement polluées issues des toilettes. Les eaux grises traitées peuvent être utilisées selon les pays et sous conditions. En France son utilisation reste interdite, excepté sous conditions expérimentales.

## Origine
Les eaux grises peuvent provenir de la récupération des eaux d'évacuation de lavabos ou de douche, mais aussi des eaux pluviales (si l’atmosphère n'est pas polluée) ou celle d'un puits (si la nappe phréatique n'est pas polluée). Toute eau ne contenant ni traces de matière fécale ni polluants chimiques (hydrocarbures, médicaments, etc.) peut être considérée comme une eau grise.
Une eau grise peut contenir des traces de poussières, des graisses, de la nourriture, des cheveux, des détergents. Elle est souvent opposée aux eaux noires, ou eaux-vannes, qui contrairement à elle contiennent des matières fécales ou d'autres substances polluantes plus difficiles à traiter et éliminer.

## Utilisation

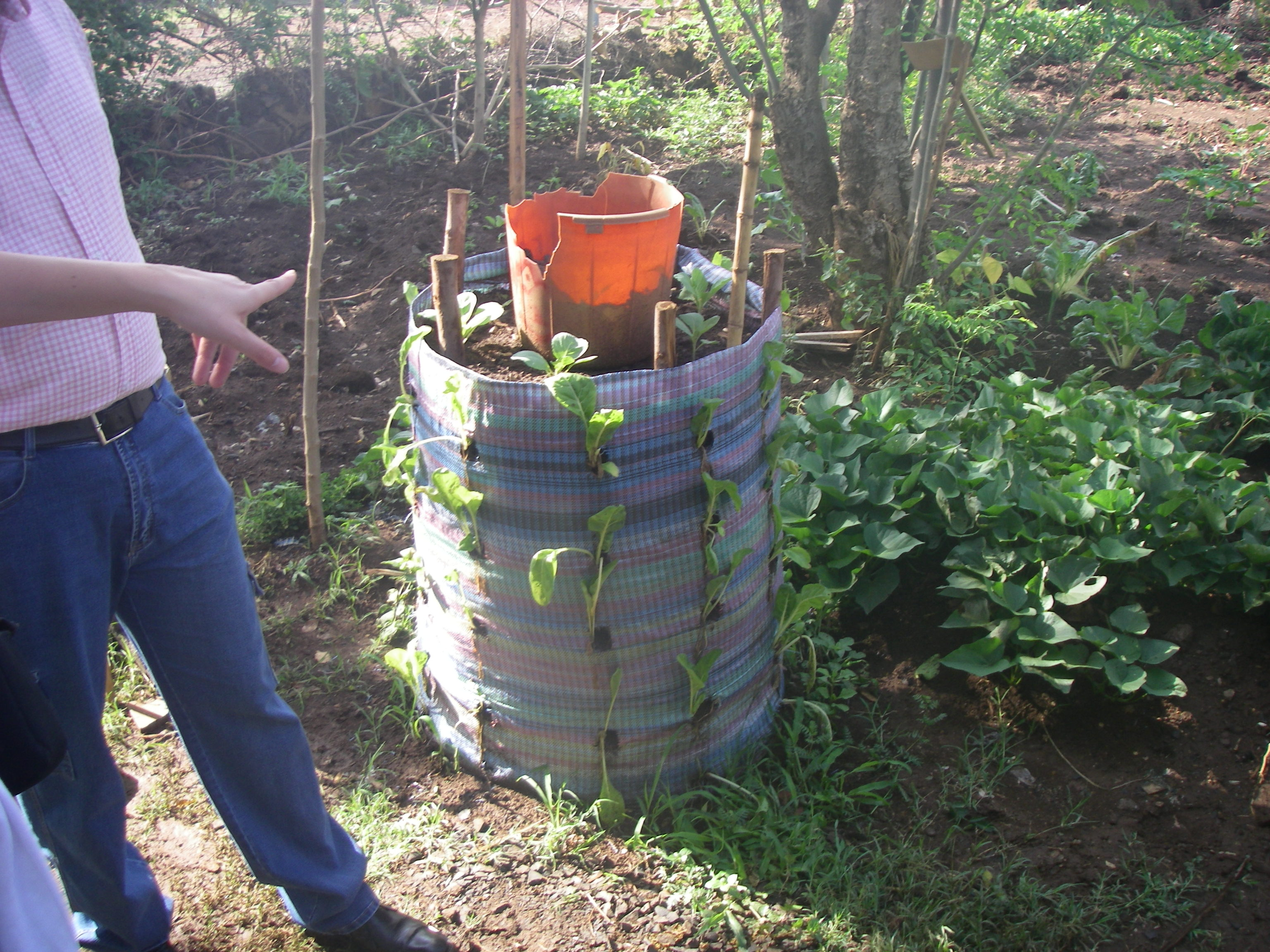
Tour de jardinage vertical permettant d'utiliser les eaux grises à Arba Minch, en Éthiopie.

À chaque fois qu'une eau absolument pure n'est pas indispensable, on peut utiliser les eaux grises permettant ainsi de faire des économies et de préserver un précieux liquide. Quand l'eau d'un puits peut être utilisée (nettoyage d'une voiture, alimentation du réservoir des toilettes, etc.) on utilise des eaux grises. À chaque fois que ce type d'eau est accessible du public, il est nécessaire d'indiquer que ces eaux ne sont pas potables.

## Traitement
Les eaux grises sont relativement inoffensives d’un point de vue environnemental et hygiénique[réf. nécessaire]. Cependant, en manque de gestion des eaux grises, elles dégagent des odeurs nauséabondes dues à leur concentration en matières organiques facilement fermentescibles.

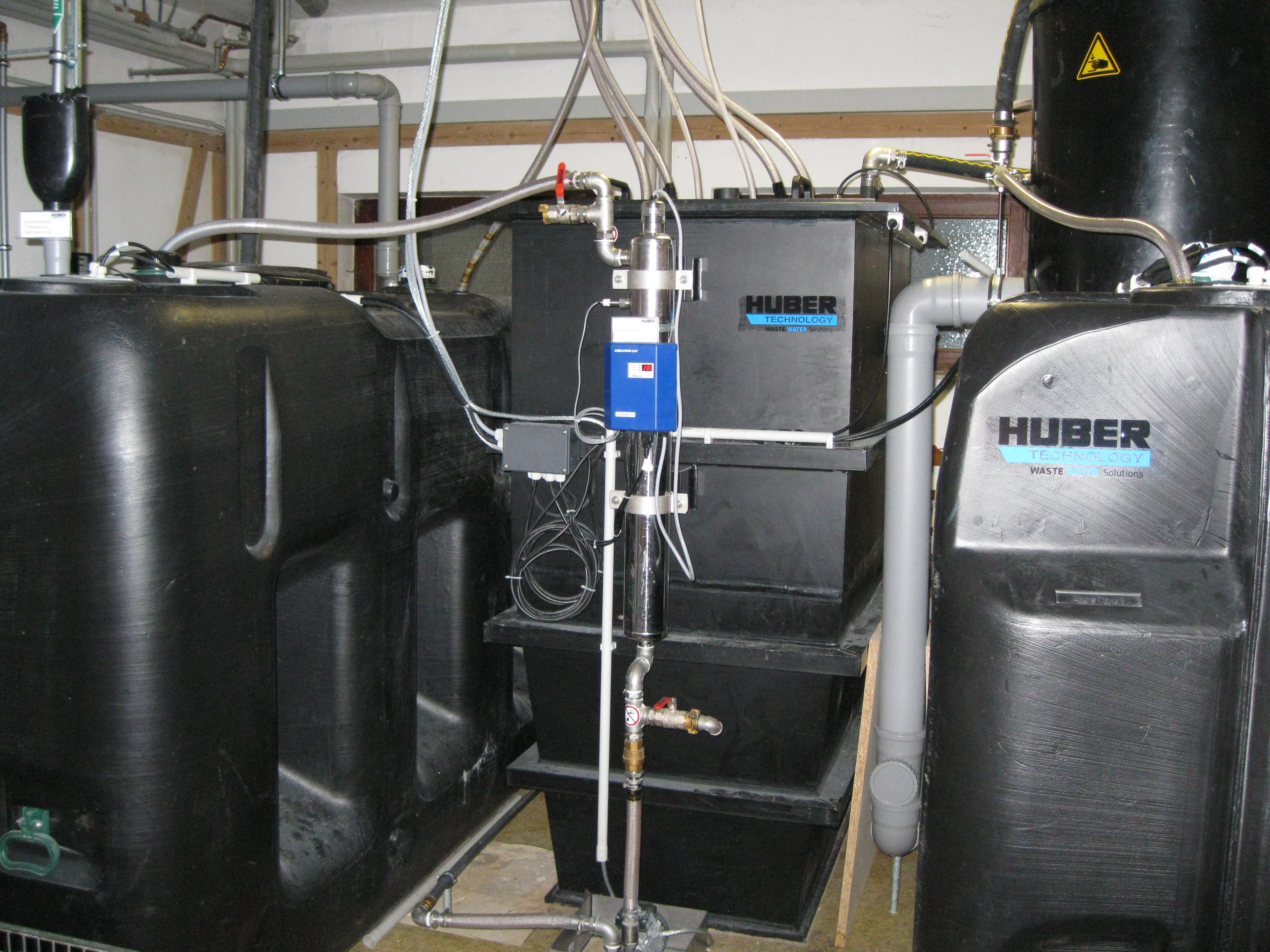
Installation de recyclage des eaux grises d'un hôtel à Bad Windsheim, en Allemagne.

Il existe divers procédés de filtration ou de traitements pour décontaminer les eaux grises. Les systèmes de traitement disponibles sur le marché intègrent les processus suivants :
Décantation
qui consiste à laisser l’eau grise reposer pendant une période de temps assez longue pour que les particules solides se déposent au fond. Les eaux grises contiennent des matières fibreuses, du gras, des poils et des cheveux qui peuvent bloquer les filtres, les tuyaux et le système de pompage. Pour une bonne filtration, il faut d’abord passer par le processus de pré-filtrage ;
Filtres physiques
par exemple de sable, qui retiennent les particules qui pourraient servir de source organique biodégradable par les colonies microbiennes ;
Agents chimiques
normalement le chlore, qui détruisent les micro-organismes pathogènes ;
Processus de désinfection
les rayons UV ou l’ozonation, sont généralement utilisés en dernier lieu d’un système haut de gamme pour éliminer les bactéries et produire une eau de qualité ;
Ultrafiltration membranaire
c'est une technologie performante en matière de rétention et d'élimination des polluants;
Processus biologiques
basés sur les mécanismes naturels de digestion par les bactéries dans des conditions aérobies.
Couplage des technologies
Certains équipements utilisent un mix des différentes technologies afin de fournir une solution complète et d'anticiper les futures restriction réglementaires notamment en matière de désinfection, de sécurisation de l'eau et de distinction eau potable / eau réutilisée. Par exemple le système Recover utilise une combinaison de filtre physique, désinfection au chlore et coloration de l'eau. 
Après le traitement des eaux grises, l'eau traitée est soit versée dans les eaux de surface pour subir une percolation vers les eaux souterraines, soit réutilisée pour un usage domestique non potable, pour l'irrigation ou le lavage.